# Reggenza di Klungkung
La Reggenza di Klungkung (in indonesiano Kabupaten Klungkung) è una reggenza (kabupaten) dell'Indonesia situata nella provincia di Bali. È la più piccola reggenza presente a Bali, e possiede un'area di 315 km2 e una popolazione di circa 180'000 abitanti (2013). La sua sede è Semarapura.
Capitale dell'antico regno di Klungkung, la città di Klungkung è facilmente raggiungibile da Gianyar via autostrada. La reggenza è nota per le sue pitture classiche balinesi, molte delle quali raccontano la storia di epiche come il Mahābhārata e il Rāmāyaṇa. Queste pitture a stile classico provengono dagli affreschi dei palazzi balinesi, e si possono trovare anche al Palazzo di Klungkung nei bassifondi. Nell'area si trova anche il Museo di Semarajaya.
Circa il 60% dell'area di Klungkung è formato da tre isole al largo della costa, ovvero Nusa Penida, Nusa Ceningan e Nusa Lembongan, che insieme formano il distretto Nusa Penida.

## Amministrazione
La reggenza è divisa in quattro distretti (kecamatan), qui sotto in lista con la loro popolazione secondo il censimento del 2010:
| Distretto    | Popolazione (abitanti) | Area (km2) | Densità (abitanti a km2) |
| ------------ | ---------------------- | ---------- | ------------------------ |
| Banjarangkan | 37,115                 | 39.45      | 941                      |
| Dawan        | 33,177                 | 33.29      | 995                      |
| Klungkung    | 55,141                 | 10.24      | 5,385                    |
| Nusa Penida  | 50,000                 | 56.79      | 880                      |

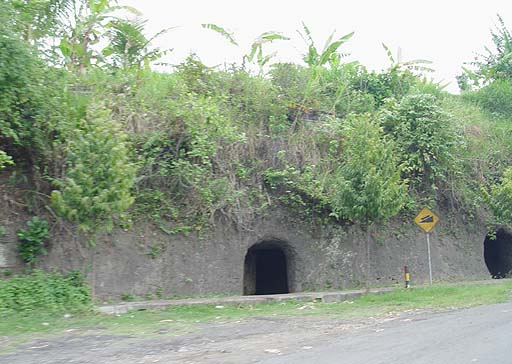
Rifugi dell'esercito giapponese, Banjarangkan, Klungkung